# Masuo Matsuoka
Masuo Matsuoka (松岡満寿男 "Matsuoka Masua"?) (4 de octubre de 1934 - Hikari, 9 de junio de 2024) fue un político japonés. Miembro de varios partidos políticos, sirvió en la Cámara de Consejeros desde 1983 hasta 1989 y nuevamente desde 1998 hasta 2004. También fue miembro de la Cámara de Representantes de 1993 a 1996.

## Biografía
Después de graduarse de la Universidad de Waseda, trabajó en Nippon Steel (anteriormente Yawata Steel). En 1971, su padre, Takeo, falleció repentinamente mientras aún era alcalde, y Masuo fue nominado como candidato sucesor para alcalde de Hikari, siendo elegido por primera vez a los 36 años. Fue reelegido tres veces más y, aunque era un nuevo alcalde sin experiencia administrativa, dejó muchos logros. Su secretario durante su mandato, Yasuyoshi Suetsugu, renunció al ayuntamiento después de que Matsuoka pasara a la política nacional y luego fue reelegido cuatro veces como alcalde de Hikari, retirándose el 13 de noviembre de 2008.
En las elecciones para la Cámara de Consejeros de 1983, se postuló como candidato oficial del Partido Liberal Democrático en el distrito electoral de Yamaguchi y resultó elegido. Durante su mandato, se desempeñó como viceministro parlamentario del Ministerio de Trabajo. Sin embargo, en las elecciones de 1989, fue derrotado por Kenichi Yamada del Partido Socialista de Japón en medio de una tormenta de oposición al impuesto al consumo.
En las elecciones para gobernador de la Prefectura de Yamaguchi de 1992, se postuló como candidato independiente respaldado por la Liga Democrática Socialista para un quinto mandato, desafiando a Ryū Hirai, el titular independiente respaldado por el Partido Liberal Democrático y Kōmeitō, pero perdió por poco.
En las elecciones para la Cámara de Representantes de 1993, se postuló como candidato independiente respaldado por el Nuevo Partido de Japón en el antiguo distrito electoral de Yamaguchi 2, y fue elegido en primer lugar. Actuó como estrecho colaborador del líder del partido, Moriyuki Hosokawa, como secretario general del partido, pero en las elecciones de 1996 bajo el sistema de distritos electorales, fue derrotado por Shinnji Satō del Partido Liberal Democrático, que es primo segundo.
En las elecciones para la Cámara de Consejeros de 1998, se postuló como candidato independiente en el distrito electoral de Yamaguchi y fue elegido por un amplio margen sobre Eiichi Gōshi, respaldado por el Partido Liberal Democrático. Aunque perteneció al grupo sin afiliación durante mucho tiempo, se unió al Partido Democrático cerca del final de su mandato y se retiró de la política al finalizar su mandato. La sucesora nominada en ese momento por el Partido Democrático, ex vicegobernadora de la Prefectura de Yamaguchi, Hiroko Ōizumi, perdió ante Shinji Kishi, nominado por el Partido Liberal Democrático y hermano menor de Shinzō Abe.
Fue presidente de la Fundación Manchukuo Association, una organización de antiguos empleados de South Manchuria Railway.
Matsuoka falleció en Hikari, Prefectura de Yamaguchi el 9 de junio de 2024, a la edad de 89 años.